# Aziatische kampioenschappen wielrennen
De Aziatische kampioenschappen wielrennen zijn wielerwedstrijden op de weg en op de baan die jaarlijks door de Asian Cycling Confederation worden georganiseerd. De wedstrijden worden verreden met landenteams. Van 1963 t/m 1999 werden de kampioenschappen elke twee jaar gehouden in de oneven jaren. Vanaf 2000 worden ze elk jaar gehouden en vanaf 2017 worden de baan- en wegwedstrijden apart georganiseerd.
De edities van 2020 en 2021 zijn niet verreden.
De editie van 2023 zal plaatsvinden in de tweede week van juni.

## Locatie

### 1963-2016
| Editie | Jaar | Land            | Plaats        |
| ------ | ---- | --------------- | ------------- |
| I      | 1963 | Maleisië        | Kuala Lumpur  |
| II     | 1965 | Filipijnen      | Manilla       |
| III    | 1967 | Thailand        | Bangkok       |
| IV     | 1969 | Zuid-Korea      | Seoul         |
| V      | 1971 | Singapore       | Singapore     |
| VI     | 1973 | Japan           | Izu           |
| VII    | 1975 | Indonesië       | Jakarta       |
| VIII   | 1977 | Filipijnen      | Manilla       |
| IX     | 1979 | Maleisië        | Kuala Lumpur  |
| X      | 1981 | Thailand        | Bangkok       |
| XI     | 1983 | Filipijnen      | Manila        |
| XII    | 1985 | Zuid-Korea      | Incheon       |
| XIII   | 1987 | Indonesië       | Jakarta       |
| XIV    | 1989 | India           | New Delhi     |
| XV     | 1991 | China           | Peking        |
| XVI    | 1993 | Maleisië        | Ipoh          |
| XVII   | 1995 | Filipijnen      | Quezon City   |
| XVIII  | 1997 | Iran Zuid-Korea | Teheran Seoul |

| Editie | Jaar | Land                         | Plaats              |
| ------ | ---- | ---------------------------- | ------------------- |
| XIX    | 1999 | Japan                        | Maebashi            |
| XX     | 2000 | China                        | Shanghai            |
| XXI    | 2001 | Taiwan                       | Kaohsiung, Taichung |
| XXII   | 2002 | Thailand                     | Bangkok             |
| XXIII  | 2003 | Zuid-Korea                   | Changwon            |
| XXIV   | 2004 | Japan                        | Yokkaichi           |
| XXV    | 2005 | Indonesië                    | Ludhiana            |
| XXVI   | 2006 | Maleisië                     | Kuala Lumpur        |
| XXVII  | 2007 | Thailand                     | Bangkok             |
| XXVIII | 2008 | Japan                        | Nara                |
| XXIX   | 2009 | Indonesië                    | Tenggarong          |
| XXX    | 2010 | Verenigde Arabische Emiraten | Sharjah             |
| XXXI   | 2011 | Thailand                     | Nakhon Ratchasima   |
| XXXII  | 2012 | Maleisië                     | Kuala Lumpur        |
| XXXIII | 2013 | India                        | New Delhi           |
| XXXIV  | 2014 | Kazachstan                   | Astana              |
| XXXV   | 2015 | Thailand                     | Nakhon Ratchasima   |
| XXXVI  | 2016 | Japan                        | Izu                 |

### 2017-heden
| Editie  | Jaar | Wegwielrennen | Wegwielrennen | Jaar          | Baanwielrennen | Baanwielrennen |
| Editie  | Jaar | Land          | Plaats        | Jaar          | Land           | Plaats         |
| ------- | ---- | ------------- | ------------- | ------------- | -------------- | -------------- |
| XXXVII  | 2017 | Bahrein       | ManamaH       | 2017          | India          | New Delhi      |
| XXXVIII | 2018 | Myanmar       | Naypyidaw     | 2018          | Maleisië       | Nilai          |
| XXXIX   | 2019 | Oezbekistan   | Tasjkent      | 2019          | Indonesië      | Jakarta        |
| XL      | 2020 | Niet verreden | Niet verreden | 2020          | Zuid-Korea     | Jincheon       |
| XLI     | 2021 | Niet verreden | Niet verreden | Niet verreden | Niet verreden  | Niet verreden  |
| XLII    | 2022 | Tadzjikistan  | Dushanbe      | 2022          | India          | New Delhi      |
| XLIII   | 2023 | Thailand      | Rayong        | 2023          | Maleisië       | Nilai          |
| XLIV    | 2024 | Kazachstan    | Almaty        | 2024          | India          | New Delhi      |
| XLV     | 2025 | Thailand      | Bueng Si Fai  | 2025          |                |                |

## Wegwielrennen

### Mannen wegwedstrijd

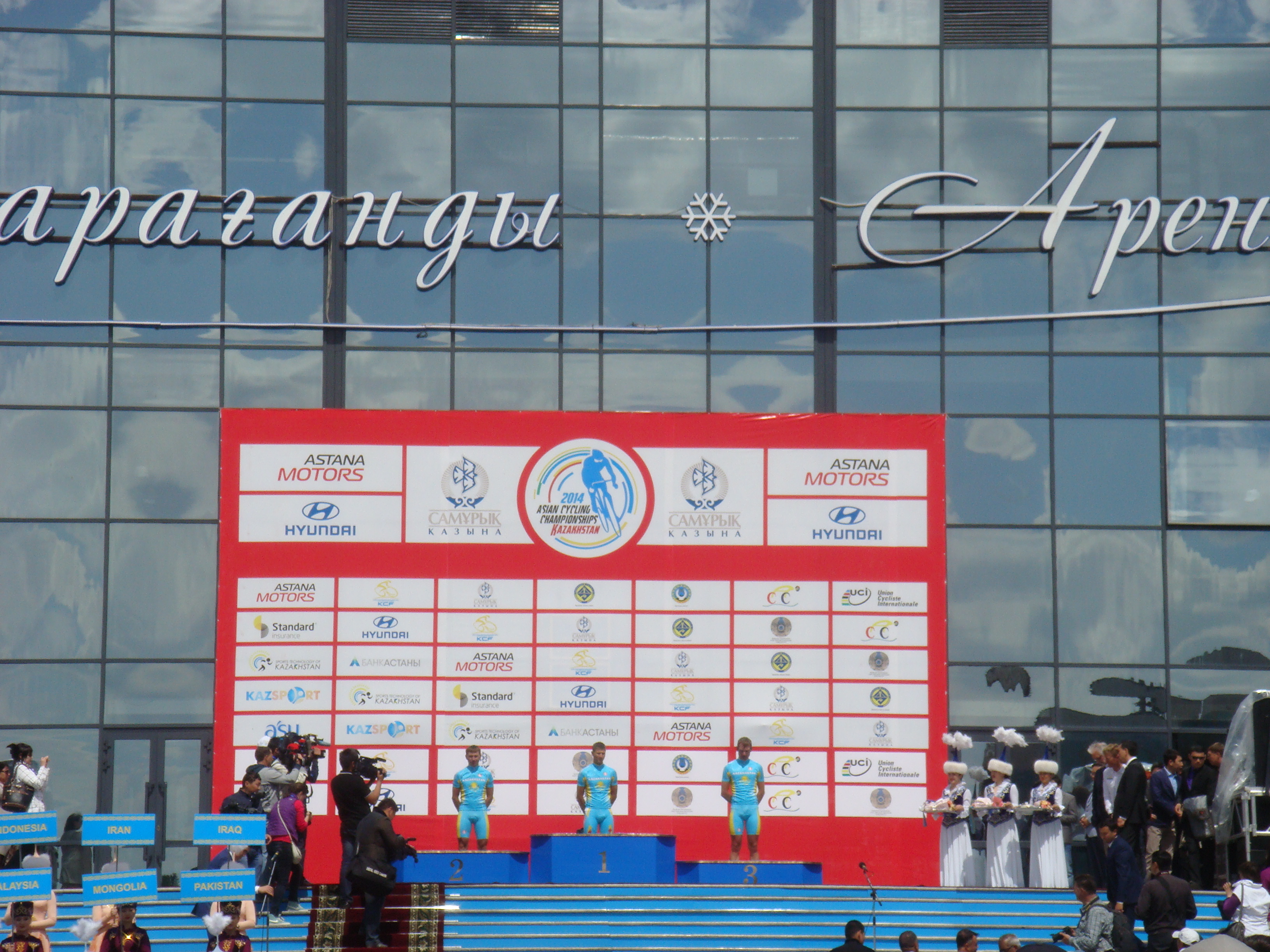
In 2014 een compleet Kazachs podium in eigen land: Ruslan Tleubayev, Maxim Iglinsky en Dmitriy Gruzdev.

| Jaar | Winnaar              | Tweede                   | Derde                 |
| ---- | -------------------- | ------------------------ | --------------------- |
| 1963 | Taworn Jirapan       | Masashi Omiya            | Wanchai Weelasineekul |
|      |                      |                          |                       |
| 1999 | Serguei Yakovlev     | Hidenori Nodera          |                       |
| 2001 | Wong Kam-po          | Arnel Quirimit           | Junichi Shibuya       |
| 2002 | Wang Guozhang        | Ahad Kazemi              | Wong Kam-po           |
| 2003 | Shinri Suzuki        | Hidenori Nodera          | Hassan Maleki         |
| 2004 | Shinri Suzuki        | Maxim Iglinsky           | Valeriy Dmitriyev     |
| 2005 | Joo Hyun-wook        | Omar Hasanin             | Dmitriy Gruzdev       |
| 2006 | Mehdi Sohrabi        | Shinichi Fukushima       | Omar Hasanin          |
| 2007 | Takashi Miyazawa     | Hossein Askari           | Chan Chun Hing        |
| 2008 | Fumiyuki Beppu       | Temur Mukamedov          | Takashi Miyazawa      |
| 2009 | Dmitry Fofonov       | Alexander Vinokourov     | Valentin Iglinsky     |
| 2010 | Mehdi Sohrabi        | Takashi Miyazawa         | Hossein Nateghi       |
| 2011 | Yukiya Arashiro      | Muradjan Khalmuratov     | Hossein Askari        |
| 2012 | Wong Kam-po          | Mehdi Sohrabi            | Taiji Nishitani       |
| 2013 | Muradjan Khalmuratov | Arvin Moazzemi           | Andrey Mizurov        |
| 2014 | Ruslan Tleubayev     | Maxim Iglinsky           | Dmitriy Gruzdev       |
| 2015 | Hossein Askari       | Yousif Mirza Al Hammadi  | Kohei Uchima          |
| 2016 | Cheung King Lok      | Yukiya Arashiro          | Fumiyuki Beppu        |
| 2017 | Park Sang-hong       | Yousif Mirza             | Zhandos Bizhigitov    |
| 2018 | Yousif Mirza         | Fumiyuki Beppu           | Mehdi Sohrabi         |
| 2019 | Yevgeniy Gidich      | Lyu Xianjing             | Feng Chun-kai         |
|      |                      |                          |                       |
| 2022 | Igor Chzhan          | Nariyuka Masuda          | Jambaljamts Sainbayar |
| 2023 | Chleb Broesenski     | Yevgeniy Gidich          | Yukiya Arashiro       |
| 2024 | Euro Kim             | Lyu Xianjing             | Yevgeniy Fedorov      |
| 2025 | Lyu Xianjing         | Peerapol Chawchiangkwang | Jambaljamts Sainbayar |

### Mannen tijdrit
| Jaar | Winnaar              | Tweede                | Derde                 |
| ---- | -------------------- | --------------------- | --------------------- |
| 1963 | Taworn Jirapan       | Masashi Omiya         | Ng Joo Pong           |
|      |                      |                       |                       |
| 1995 | Andrey Mizurov       | Kim Tae-ho            | Aleksandr Dyadichkin  |
| 1999 | Andrey Mizurov       | Serguei Yakovlev      | Osamu Sumida          |
| 2001 | Hossein Askari       | Jamsran Ulzii-Orshikh | Wong Kam-po           |
| 2002 | Kazuya Okazaki       | Tonton Susanto        | Shi Guijun            |
| 2003 | Hossein Askari       | Mai Cong Hieu         | Kazuya Okazaki        |
| 2004 | Assan Bazayev        | Hossein Askari        | Ghader Mizbani        |
| 2005 | Youm Jung-hwan       | Hossein Askari        | Vladimir Tuychiev     |
| 2006 | Andrey Mizurov       | Ghader Mizbani        | Makoto Iijima         |
| 2007 | Eugen Wacker         | Hossein Askari        | Vladimir Tuychiev     |
| 2008 | Eugen Wacker         | Alexey Kolessov       | Yukiya Arashiro       |
| 2009 | Alexander Vinokourov | Andrey Mizurov        | Eugen Wacker          |
| 2010 | Andrey Mizurov       | Hossein Askari        | Eugen Wacker          |
| 2011 | Eugen Wacker         | Dmitriy Gruzdev       | Hossein Askari        |
| 2012 | Eugen Wacker         | Dmitriy Gruzdev       | Hossein Askari        |
| 2013 | Muradjan Khalmuratov | Andrey Mizurov        | Eugen Wacker          |
| 2014 | Dmitriy Gruzdev      | Eugen Wacker          | Choe Hyeong-min       |
| 2015 | Hossein Askari       | Zhandos Bizhigitov    | Choe Hyeong-min       |
| 2016 | Cheung King Lok      | Choe Hyeong-min       | Alireza Haghi         |
| 2017 | Dmitriy Gruzdev      | Choe Hyeong-min       | Cheung King Lok       |
| 2018 | Cheung King Lok      | Choe Hyeong-min       | Arvin Moazzami        |
| 2019 | Daniil Fominykh      | Feng Chun-kai         | Choe Hyeong-min       |
|      |                      |                       |                       |
| 2022 | Yevgeniy Fedorov     | Nariyuka Masuda       | Muradjan Khalmuratov  |
| 2023 | Yevgeniy Fedorov     | Sergio Tu             | Jambaljamts Sainbayar |
| 2024 | Yevgeniy Fedorov     | Dmitriy Gruzdev       | Yukiya Arashiro       |
| 2025 | Yevgeniy Fedorov     | Dmitriy Gruzdev       | Feng Chun-kai         |

### Mannen ploegentijdrit
| Jaar | Winnaar    | Tweede     | Derde    |
| ---- | ---------- | ---------- | -------- |
| 2017 | Kazachstan | Japan      | Hongkong |
| 2018 | Japan      | Iran       | Hongkong |
| 2019 | Kazachstan | Zuid-Korea | Hongkong |
|      |            |            |          |
| 2022 | Kazachstan | Mongolië   | Iran     |

### Vrouwen wegwedstrijd
| Jaar | Winnaar           | Tweede                | Derde               |
| ---- | ----------------- | --------------------- | ------------------- |
| 1999 | Miho Oki          | Yang Limei            | Akemi Morimoto      |
| 2001 | Kim Yong-mi       | Hoang Thi Thanh Tan   | Miho Oki            |
| 2002 | Yang Limei        | Tamamo Nakamura       | Jiang Yanxia        |
| 2003 | Jiang Yanxia      | Zhang Junying         | Choi Hye-Kyeong     |
| 2004 | Zhang Junying     | Chanpeng Nontasin     | Akemi Morimoto      |
| 2005 | You Jin-a         | Ni Fenghan            | Sidra Sadaf         |
| 2006 | Han Song-hee      | Liu Yongli            | Lee Min-hye         |
| 2007 | Meng Lang         | Noor Azian Alias      | Gu Sung-eun         |
| 2008 | Gao Min           | Miho Oki              | Choi Hye-Kyeong     |
| 2009 | Tang Kerong       | Hsiao Mei-yu          | Natalya Stefanskaya |
| 2010 | You Jin-a         | Natalya Stefanskaya   | Jutatip Maneephan   |
| 2011 | Hsiao Mei-yu      | Gu Sung-eun           | Jutatip Maneephan   |
| 2012 | Hsiao Mei-yu      | Gu Sung-eun           | Jutatip Maneephan   |
| 2013 | Hsiao Mei-yu      | Liu Xiaohui           | Zhao Na             |
| 2014 | Hsiao Mei-yu      | Diao Xiao Juan        | Gu Sung-eun         |
| 2015 | Huang Ting-ying   | Hsiao Mei-yu          | Zhao Juan Meng      |
| 2016 | Na Ah-reum        | Pu Yixian             | Mayuko Hagiwara     |
| 2017 | Yang Qianyu       | Na Ah-reum            | Miho Yoshikawa      |
| 2018 | Nguyễn Thị Thật   | Huang Ting-ying       | Chang Yao           |
| 2019 | Olga Zabelinskaja | Na Ah-reum            | Somayeh Yazdani     |
|      |                   |                       |                     |
| 2022 | Nguyễn Thị Thật   | Makhabbat Umutzhanova | Akpeiil Ossim       |
| 2023 | Nguyễn Thị Thật   | Jiajun Sun            | Jutatip Maneephan   |
| 2024 | Minji Song        | Nguyễn Thị Thật       | Xin Tang            |
| 2025 | Jutatip Maneephan | Nguyễn Thị Thật       | Lee Sze Wing        |

### Vrouwen tijdrit
| Jaar | Winnaar                    | Tweede                 | Derde                      |
| ---- | -------------------------- | ---------------------- | -------------------------- |
| 1995 | Ma Huizhen                 | Song Chung-mi          | Chang Hsu-ying             |
| 1999 | Zhao Haijuan               | Shim Jung-hwa          | Miyoko Karami              |
| 2001 | Lim Hang-jun               | Miho Oki               | Chen Chiung-yi             |
| 2002 | Li Meifang                 | Yuan Yange             | Monrudee Chapookam         |
| 2003 | Li Meifang                 | Han Song-hee           | Ayumi Otsuka               |
| 2004 | Li Meifang                 | Miyoko Karami          | Zhang Junying              |
| 2005 | Li Meifang                 | Han Song-hee           | Huang Ho-Hsun              |
| 2006 | Wang Li                    | Lee Min-hye            | Satomi Wadami              |
| 2007 | Li Meifang                 | Lee Min-hye            | Miho Oki                   |
| 2008 | Li Meifang                 | Liu Yongli             | Mayuko Hagiwara            |
| 2009 | Tang Kerong                | Chanpeng Nontasin      | Marina Andreichenko        |
| 2010 | Son Eun-ju                 | Mayuko Hagiwara        | Monrudee Chapookam         |
| 2011 | Chanpeng Nontasin          | Son Eun-ju             | Jamie Wong                 |
| 2012 | Na Ah-reum                 | Minami Uwano           | Wang Cui                   |
| 2013 | Tüvshinjargalyn Enkhjargal | Minami Uwano           | Jamie Wong                 |
| 2014 | Na Ah-reum                 | Eri Yonamine           | Tüvshinjargalyn Enkhjargal |
| 2015 | Na Ah-reum                 | Mayuko Hagiwara        | Tüvshinjargalyn Enkhjargal |
| 2016 | Mayuko Hagiwara            | Lee Ju-mi              | Pang Yao                   |
| 2017 | Liang Hongyu               | Lee Ju-mi              | Yumi Kajihara              |
| 2018 | Lee Ju-mi                  | Huang Ting-ying        | Miyoko Karami              |
| 2019 | Olga Zabelinskaja          | Lee Ju-mi              | Huang Ting-ying            |
|      |                            |                        |                            |
| 2022 | Rinata Sultanova           | Agustina Delia Priatna | Tserenlkham Solongo        |
| 2023 | Olga Zabelinskaja          | Na Ah-reum             | Rinata Sultanova           |
| 2024 | Olga Zabelinskaja          | Yanina Kuskova         | Rinata Sultanova           |
| 2025 | Yanina Kuskova             | Safia Al Sayegh        | Tsuyaka Uchino             |

### Vrouwen ploegentijdrit
| Jaar | Winnaar     | Tweede     | Derde    |
| ---- | ----------- | ---------- | -------- |
| 2019 | Zuid-Korea  | Kazachstan | Hongkong |
|      |             |            |          |
| 2022 | Oezbekistan | Kazachstan | Iran     |

### Gemixte ploegentijdrit
| Jaar | Winnaar    | Tweede      | Derde    |
| ---- | ---------- | ----------- | -------- |
| 2023 | Kazachstan | Oezbekistan | China    |
| 2024 | Kazachstan | Oezbekistan | Hongkong |
| 2025 | Kazachstan | Japan       | Hongkong |